# Dios o demonio
Dios o Demonio es una película hispano-mexicana humorística dirigida por Alejandro González Padilla. Su fecha de estreno en México y España fue el 9 de noviembre de 2006, en el resto de los países latinoamericanos se estrenó en el canal Cine Latino meses después.

## Argumento
El presidente de Cuba, Fidel Castro, sufre un atentado en un barco gubernamental mexicano. Poco tiempo después naufraga en las costas de Cayo Largo (Florida) con la cara parcialmente quemada, lo que lo hace irreconocible. Acto seguido, una curandera ayuda a subsanar sus heridas mientras está inconsciente. Fidel despierta y con la ayuda de un isleño, consigue llegar a Miami. 
Allí, luego de un fracasado intento de ingresar a la embajada de Cuba, Fidel sufre una descompensación y llega al bar "El Mojito", un restaurante cubano en Little Havana. Allí es asistido por Emilia, la dueña del lugar، y conoce a sus empleados, todos ellos de origen cubano. 
Fidel Castro, quien se presenta como un anónimo llamado Alejandro, intentará por todos los medios regresar a Cuba, no sin antes conocer las inquietudes de los empleados de El Mojito.

## Personajes
- Juan Luis Galiardo como Fidel Castro o "Alejandro Sánchez".
- Ofelia Medina como Emilia Santiesteban.
- Jaime Camil como Alberto Santiesteban.
- Adrián Alonso como Tony.
- Johnny Lozada como Carlito.
- Alicia Machado como Gisselle.